# Carl Ulric Ekström
Carl Ulrik Ekström, född 25 september 1781 i Stockholm, död i lungsot 31 mars 1858 i Sibräcka prästgård på Tjörn, var svensk präst och naturforskare.
Redan strax efter sin födelse inskrevs han vid Livgardet (där hans far då var regementspastor), och 1788 hade han rustmästares grad vid nämnda regemente. År 1804 blev han student vid Uppsala universitet och ägnade sig därefter till en början åt medicinska studier, men lät, enligt faderns önskan, prästviga sig 1807. År 1818 utnämndes han till komminister i Bärbo församling av Strängnäs stift, och 1821 kallades han av greve Nils Bonde till pastor i Mörkö församling i nämnda stift. Ekström kom därefter i kontakt med framstående vetenskapsmän och fann tillfälle att idka vetenskapliga studier, vilka satte honom i stånd att ordna sina iakttagelser "från trettio års jakt". År 1826 lät han i Vetenskapsakademiens handlingar införa uppsatsen Strödda anteckningar om svenska flyttfoglarna etc. (fortsatt 1827 och 1829), "en värdefull observationsserie af 17 år öfver det rörligaste elementet i vår fauna". År 1828 utgav han en Beskrifning öfver Mörkö socken i Södermanland, vilket arbete, såsom han själv säger, förvärvade honom en prosttitel (1829) och, vad han högre värderade, ledamotsskap i Vetenskapsakademien (1830).
År 1831 antogs han, jämte Anders Retzius, till inspektor vid Naturhistoriska riksmuseets zoologiska avdelning, vars samlingar han ökade med en mängd naturföremål. År 1832 blev han medredaktör för "Tidskrift för jägare och naturforskare", i vars tre första årgångar han skrev en mängd värdefulla uppsatser rörande jakten i Sverige. Till det stora praktverket "Skandinaviens fiskar, målade efter lefvande exemplar och ritade på sten af Wilhelm von Wright" författades texten av Ekström samt Bengt Fries och Carl J. Sundevall. Bland Ekströms övriga skrifter (av vilka många är införda i Vetenskapsakademiens handlingar och översikt) märks uppsatsen Fiskarne i Mörkö skärgård, beskrifne (Vetenskapsakademiens handlingar 1830, 1831 och 1834; tysk översättning av F.C.H. Creplin, "Die Fische in den Scheeren von Mörkö", 1835), Pastoralkalender för Strengnäs stift (1831) och Praktisk afhandling om lämpligaste sättet att fiska sill, torsk, långa, makrill, hummer och ostron (1845; författad på Kungl. Maj:ts befallning).
Ekström utnämndes 1837 till kyrkoherde i Tjörns pastorat i Göteborgs stift - huvudsakligen för att han där skulle kunna fortsätta sina zoologiska studier. Han trivdes aldrig riktigt bra på Tjörn utan travesterade gärna vad en kollega en gång sagt: "Mine Vänner! När Djefvulen förde Frälsaren på berget och viste honom alla riken i verlden sade han: allt detta will jag gifva dig - utom Orust och Tjörn för där regerar jag sjelf."
I verksamheten som präst ingick vid denna tiden även att hjälpa församlingsborna i medicinska frågor och Ekström bedömdes av läkare vara skicklig och omsorgsfull i den medicinska utövningen. I en provinsialläkarberättelse från 1853 skriver dr Gammelin på Orust om Ekström, som omnämns bland övrig medicinalpersonal "Såsom gammal och erfaren, ehuru ej legitimerad, läkare upptages här den lärde Prosten och Ordensledamoten af Kongl. Nordstjerne Orden C. U. Ekström på Tjörn. Han är icke blott präst för sina församlingar, utan även en utmärkt läkare för sådana som orka besöka den 70-årige gubben."
Ekström efterlämnade två anteckningsböcker där han beskriver behandlingar för ett sextiotal sjukdomstillstånd, bland annat malaria, där han anger att han använde malörtsextrakt som komplement till kininbehandling. Anmärkningsvärt är att beredning från den kinesiska malörten ingår numera i malariabehandling, vilket belönades med 2015 års medicinska Nobelpris.